# Burgerlijke Actiepartij
De Burgerlijke Actiepartij (Spaans: Partido Acción Ciudadana, PAC) is een linkse politieke partij in Costa Rica. 
Een van de leidende idealen van de partij is de bestrijding van corruptie. De partij nam een leidende rol in de mislukte campagne tegen het lidmaatschap van Costa Rica van de Midden-Amerikaanse Vrijhandelsovereenkomst.